# 天下女人
《天下女人》（英语：Her Village），是杨澜主持的关注都市女性精神世界的谈话栏目。
本节目在湖南卫视2008年12月6日开播，亦在青海卫视（玉树地震前）、Now芒果台、湖南卫视国际频道和加拿大城市电视播放。2014年4月2日转去山东卫视。同类主持节目《杨澜访谈录》也与2013年1月转入北京卫视。